# 宋匡世
宋匡世（978年—1025年），字成绩，辽朝官员。
其父官至榆州刺史、太傅，兄长官至长庆军节度使、太尉，弟弟官至宜州弘政县令、员外郎。他自幼好学，长于文辞。统和十六年（998年），担任都孔目官。升任将仕郎、安北州兴化县令。任满三年，担任大定府都市令。擢授为北面都孔目官。辽圣宗改元太平，宋匡世摄毛诗博士，押卤簿道驾。改授晋国公主中京提辖使。太平五年（1025年）五月，因病在提辖公署去世，时年四十八岁。其妻吴氏，建雄军节度使吴渥之女，后妻马氏，东京转运使马泽之女。其子宋福先奴、宋福圣奴。